# 스카이 U510
스카이 U510(SKY U510)는 팬택이 2009년 10월에 출시한 피처폰이다.